# Regierung Andrej Babiš II
Die Regierung Andrej Babiš war von 2018 bis 2021 die Regierung der Tschechischen Republik.
Die Minderheitsregierung zwischen den Parteien ANO und ČSSD wurde am 27. Juni 2018 von Präsident Miloš Zeman angelobt und musste sich anschließend binnen 30 Tagen einer Vertrauensabstimmung im Abgeordnetenhaus des Parlaments stellen. Dieses sprach am 12. Juli 2018 nach einer längeren Sitzung mit 105 zu 91 Stimmen der Regierung das Vertrauen aus. 4 Abgeordnete nahmen an der Abstimmung nicht teil. Das Kabinett stützt sich für die Mehrheit im Abgeordnetenhaus auf die Stimmen der kommunistischen KSČM, die damit erstmals seit der Samtenen Revolution wieder an der Regierung beteiligt ist, wenn auch indirekt.
Die Regierung folgte auf das erste Kabinett von Andrej Babiš, das keine Mehrheit im Abgeordnetenhaus gefunden hatte. Mit der Vertrauensabstimmung ging gleichzeitig eine längere Periode von 264 Tagen nach den Abgeordnetenhauswahlen 2017 zu Ende, in denen eine Regierung ohne Vertrauen des Parlaments im Amt war.
Das Außenministerium blieb bei Angelobung unbesetzt, da sich Präsident Miloš Zeman weigerte, den von den Sozialdemokraten vorgeschlagenen und von Premierminister Babiš benannten Kandidaten Miroslav Poche zu ernennen. Kommissarisch übernahm der ČSSD-Vorsitzende und neue Innenminister Jan Hamáček die Leitung des Außenministeriums. Schließlich einigten sich die Beteiligten im Oktober 2018 auf Tomáš Petříček als neuen Außenminister. Er wurde am 21. April 2021 durch Jakub Kulhánek ersetzt.
Bereits nach wenigen Tagen im Amt erklärten Justizministerin Taťána Malá und Arbeitsminister Petr Krčál nach Plagiatsvorwürfen ihren Rücktritt. Am 30. April 2019 fand ein dreifacher Ministerwechsel bei ANO statt. Die Bestellung von Marie Benešová zur neuen Justizministerin erfolgte unmittelbar auf die Ankündigung der Staatsanwalt, Anklage gegen Babiš wegen dessen Interessenkonflikts hinsichtlich der Förderungen für die Agrofert-Holding zu erheben. Es folgten Demonstrationen gegen die Regierung in mehreren Städten und schließlich eine große Kundgebung auf der Prager Letná-Ebene mit laut Polizei 200.000 Teilnehmern. Es handelte sich um die größte politische Demonstration seit der Samtenen Revolution.
Unmittelbar vor dem 30. Jahrestag der Samtenen Revolution kam es am 16. November 2019 erneut zu großen Protesten gegen die Regierung. Mehrere hunderttausend Menschen forderten den Rücktritt von Andrej Babiš.
Die KSČM kündigte am 13. April 2021 das Tolerierungsabkommen auf, so dass die Zukunft des Kabinetts zunehmend ungewiss wurde. Im Falle eines Misstrauensantrags konnte sich die Regierung nicht mehr auf eine sichere Mehrheit im Parlament stützen. Tatsächlich stellten eine Reihe von Oppositionsfraktionen einen Misstrauensantrag. Die Regierung überstand die am 3. Juni 2021 durchgeführte Abstimmung jedoch mit indirekter Hilfe der KSČM. Zwar votierten mit 89 zu 82 Stimmen mehr Abgeordnete für den Sturz der Regierung. Da die Kommunisten jedoch nicht an der Abstimmung teilnahmen, wurde das für den Sturz erforderliche Quorum von 101 Stimmen nicht erreicht.
Nach der Abgeordnetenhauswahl 2021 und der folgenden konstituierenden Sitzung des Abgeordnetenhauses trat die Regierung am 11. November 2021 zurück. Bis zur Ernennung der neuen Regierung Petr Fiala am 17. Dezember 2021 blieb das Kabinett geschäftsführend im Amt.

## Regierungsparteien
| Partei | Partei                                                     | Parteivorsitzende/-r | Politische Ausrichtung            | Abgeordnete | Europäische Partei/Fraktion |
| ------ | ---------------------------------------------------------- | -------------------- | --------------------------------- | ----------- | --------------------------- |
|        | Politische Bewegung Aktion Unzufriedener Bürger 2011 (ANO) | Andrej Babiš         | Liberalkonservatismus, Populismus | 78/200      | ALDE/RE                     |
|        | Tschechische Sozialdemokratische Partei (ČSSD)             | Jan Hamáček          | Sozialdemokratie                  | 15/200      | SPE/S&D                     |

### Unterstützer (bis 13. April 2021)
| Partei | Partei                                           | Parteivorsitzende/-r | Politische Ausrichtung | Abgeordnete | Europäische Partei/Fraktion |
| ------ | ------------------------------------------------ | -------------------- | ---------------------- | ----------- | --------------------------- |
|        | Kommunistische Partei Böhmens und Mährens (KSČM) | Vojtěch Filip        | Kommunismus, Marxismus | 15/200      | –/GUE/NGL                   |

## Zusammensetzung
| Amt oder Ressort                                                                                  | Name                                                      | Bild | Partei                     | Partei                    |
| ------------------------------------------------------------------------------------------------- | --------------------------------------------------------- | ---- | -------------------------- | ------------------------- |
| Ministerpräsident                                                                                 | Andrej Babiš                                              |      |                            | ANO                       |
| Erster Stellvertretender Ministerpräsident; Inneres bis 15. Oktober 2018 betraut mit: Auswärtiges | Jan Hamáček                                               |      |                            | ČSSD                      |
| Finanzen Stellvertretende Ministerpräsidentin ab 30. April 2019                                   | Alena Schillerová                                         |      |                            | parteilos (Vorschlag ANO) |
| Umwelt bis 30. April 2019 Stellvertretender Ministerpräsident                                     | Richard Brabec                                            |      |                            | ANO                       |
| Auswärtiges                                                                                       | Tomáš Petříček ab 16. Oktober 2018                        |      |                            | ČSSD                      |
| Verteidigung                                                                                      | Lubomír Metnar                                            |      |                            | parteilos (Vorschlag ANO) |
| Gesundheit                                                                                        | Adam Vojtěch bis 21. September 2020                       |      | parteilos (Vorschlag ANO)  |                           |
| Gesundheit                                                                                        | Roman Prymula von 21. September 2020 bis 29. Oktober 2020 |      | parteilos (Vorschlag ANO)  |                           |
| Gesundheit                                                                                        | Jan Blatný von 29. Oktober 2020 bis 7. April 2021         |      | parteilos (Vorschlag ANO)  |                           |
| Gesundheit                                                                                        | Petr Arenberger von 7. April 2021 bis 25. Mai 2021        |      | parteilos (Vorschlag ANO)  |                           |
| Gesundheit                                                                                        | Adam Vojtěch seit 26. Mai 2021                            |      | parteilos (Vorschlag ANO)  |                           |
| Arbeit und Soziales                                                                               | Petr Krčál bis 18. Juli 2018                              |      |                            | ČSSD                      |
| Arbeit und Soziales                                                                               | Jana Maláčová ab 30. Juli 2018                            |      |                            | ČSSD                      |
| Industrie und Handel ab 20. Januar 2020 betraut mit: Verkehr                                      | Marta Nováková bis 30. April 2019                         |      |                            | parteilos (Vorschlag ANO) |
| Industrie und Handel ab 20. Januar 2020 betraut mit: Verkehr                                      | Karel Havlíček ab 30. April 2019                          |      |                            | parteilos (Vorschlag ANO) |
| Justiz                                                                                            | Taťána Malá bis 10. Juli 2018                             |      |                            | ANO                       |
| Justiz                                                                                            | Jan Kněžínek 10. Juli 2018 bis 30. April 2019             |      |                            | parteilos (Vorschlag ANO) |
| Justiz                                                                                            | Marie Benešová ab 30. April 2019                          |      |                            | parteilos (Vorschlag ANO) |
| Schulwesen, Jugend und Sport                                                                      | Robert Plaga                                              |      |                            | ANO                       |
| Verkehr                                                                                           | Dan Ťok bis 30. April 2019                                |      |                            | parteilos (Vorschlag ANO) |
| Verkehr                                                                                           | Vladimír Kremlík von 30. April 2019 bis 20. Januar 2020   |      |                            | parteilos (Vorschlag ANO) |
| Regionalentwicklung                                                                               | Klára Dostálová                                           |      | parteilos (Vorschlag ANO)  |                           |
| Landwirtschaft                                                                                    | Miroslav Toman                                            |      | parteilos (Vorschlag ČSSD) |                           |
| Kultur                                                                                            | Antonín Staněk bis 31. Juli 2019                          |      |                            | ČSSD                      |
| Kultur                                                                                            | Lubomír Zaorálek ab 27. August 2019                       |      |                            | ČSSD                      |